# Atrophaneura sycorax
Atrophaneura sycorax là một loài bướm ngày thuộc họ Papilionidae. Loài này phân bố ở Sumatra, phía nam Myanma và tây Java.
Sải cánh dài 130–140 mm. Cánh màu đen. Có mảng mờ rộng ở mỗi cánh sau. Thân bao phủ hoàn toàn bởi lông vàng. Con cái có thể có màu đen đến nâu đậm. Viền cánh màu trắng.
Ấn trùng ăn các loài Aristolochia cathcartii, Aristolochia coadunata, Aristolochia singalangensis và Thottea.

## Phân loài
Loài này có các phân loài sau:
- Atrophaneura sycorax sycorax (Sumatra)
- Atrophaneura sycorax egertoni (Distant, 1886) (nam Miến Điện đến bán đảo Mã Lai)
- Atrophaneura sycorax pariwononis Tsukada & Nishiyama (tây Java)